# Municipalidade Regional de Waterloo

Localização do Municipalidade Regional de Waterloo em Ontário.

A Municipalidade Regional de Waterloo é uma região administrativa da província canadense de Ontário. Suas maiores cidades são Kitchener, Waterloo e Cambridge. Sua área é de 1 382 quilômetros quadrados, e sua população é de 438 515 habitantes.